# Paul Cribeillet
Paul Cribeillet ps. Grillon (ur. 26 marca 1896 w Sidi Bu-l-Abbas, zm. w 1969) – francuski dyrygent, kompozytor i pisarz, bojownik Ruchu Oporu, komunista.

## Życiorys
Urodził się w Algierii, w rodzinie zawodowego oficera. W kwietniu 1914, w wieku 18 lat, wstąpił ochotniczo do armii francuskiej. W czasie walk dostał się do niewoli. Jako ofiara ataku gazowego Czerwony Krzyż przeniósł go na leczenie do Szwajcarii.
Już w dzieciństwie zainteresował się muzyką. Po powrocie do kraju znalazł zatrudnienie jako wiolonczelista i dyrygent w paryskim Folies Bergère. W 1920 wstąpił do Francuskiej Partii Komunistycznej. W 1939, ze względu na zły stan zdrowia, przeniósł się do Coligny.
Po wybuchu wojny i rozpoczęciu okupacji znalazł się w konspiracji komunistycznej. Stworzył jednostki Wolnych Strzelców i Partyzantów Francuskich w rejonie Ain i Haut-Jura. Na ich bazie w marcu 1943 powstał dowodzony przez kpt. Cribeillet'a ps. „Grillon” 1 Batalion FTP. Baon składał się początkowo z czterech kompanii (300 ludzi), później ich liczba wzrosła do dziesięciu. Do jego głównych zadań należał sabotaż na szosie nr. 83 oraz linii kolejowej Lyon-Strasburg. W roku 1944, jak wszystkie jednostki FTPF, współtworzył Francuskie Siły Wewnętrzne oraz stoczył walki min. w Moulin-des-Ponts i Saint-Jean-d’Étreux. Działalność zakończył raz z wyzwoleniem we wrześniu 1944.
Po wojnie Paul Cribeillet osiedlił się w Dordogne, gdzie poświęcił się komponowaniu i nauczaniu muzyki. W 1947 opublikował wspomnienia pt. „Życie i walka partyzantów” (wydane w Polsce w 1951).

## Odznaczenia
- Kawaler Legii Honorowej
- Medal Wojskowy
- Krzyż Wojenny 1914-1918
- Krzyż Wojenny 1939–1945
- Medal Ruchu Oporu

i inne

## Dzieła
- Życie i walka partyzantów (fr. Vie et combats des Partisans) – wspomnienia związane z działalnością 1 batalionu FTP w Ain